# كريس جوزيف (لاعب هوكي الجليد)
كريس جوزيف (بالفرنسية: Chris Joseph)‏ (و. 1969  م) هو لاعب هوكي الجليد كندي، ولد في بورنبي، مركز لعبه هو مدافع ‏.

## روابط خارجية
- كريس جوزيف على موقع دوري الهوكي الوطني (الإنجليزية)
- كريس جوزيف على موقع قاعة مشاهير الهوكي (لاعب أن.إتش.أل) (الإنجليزية)
- كريس جوزيف على موقع EliteProspects.com (الإنجليزية)
- كريس جوزيف على موقع Eurohockey.com (الإنجليزية)
- كريس جوزيف على موقع HockeyDB.com (الإنجليزية)
- كريس جوزيف على موقع Hockey-Reference.com (الإنجليزية)